# 马特·格雷弗斯
马特·格雷弗斯（英語：Matt Grevers，1985年3月26日—），出生於伊利诺伊州，美国游泳运动员。
在2008年北京奥运会上，他以52.99秒的成绩夺得100米仰泳的银牌。在4×100米自由泳接力预赛中格雷弗斯代表美国队出场，将4×100米自由泳接力世界纪录提高到了3:12.23。在随后的决赛中，并没有派他出场的美国队以破世界纪录的成绩赢得了4×100米自由泳接力金牌，格雷弗斯也分享到了这枚金牌。

## 外部連結
- Matt Grevers – National Team swimmer profile at USASwimming.org
- Matt Grevers at the United States Olympic Committee
- Matt Grevers – Northwestern University athlete profile at NUSports.com